# Сарверден
Сарверден (фр. Sarrewerden) — коммуна на северо-востоке Франции в регионе Гранд-Эст (бывший Эльзас — Шампань — Арденны — Лотарингия), департамент Нижний Рейн, округ Саверн, кантон Ингвиллер. До марта 2015 года коммуна административно входила в состав упразднённого кантона Сар-Юньон, округ Саверн.

## Географическое положение

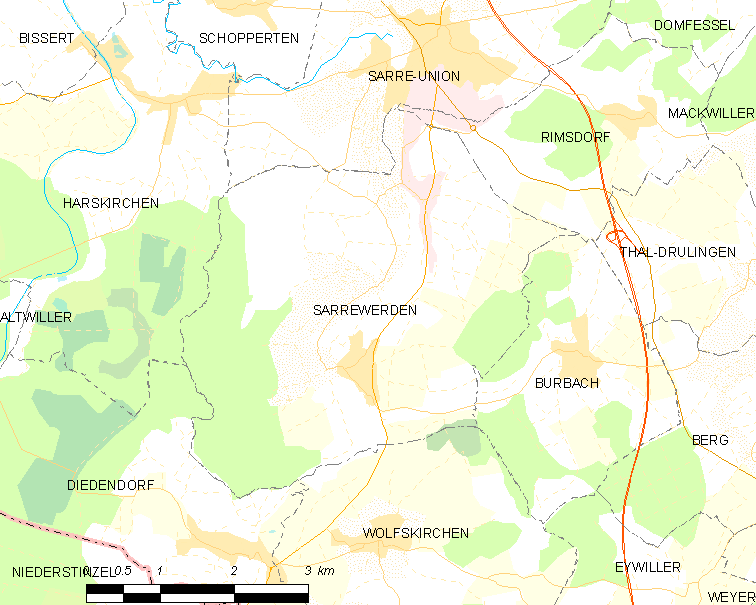
На карте

Коммуна расположена на расстоянии около 350 км на восток от Парижа и в 65 км северо-западнее Страсбура.
Площадь коммуны — 16,73 км², население — 953 человека (2006) с тенденцией к снижению: 900 человек (2013), плотность населения — 53,8 чел/км².

## Население
Население коммуны в 2011 году составляло 933 человека, в 2012 году — 920 человек, а в 2013-м — 900 человек.
| 1962 | 1968 | 1975 | 1982 | 1990 | 1999 | 2006 | 2008 | 2011 | 2012 | 2013 |
| ---- | ---- | ---- | ---- | ---- | ---- | ---- | ---- | ---- | ---- | ---- |
| 418  | 429  | 947  | 967  | 987  | 1013 | 953  | 936  | 933  | 920  | 900  |

Динамика населения:

## Экономика
В 2010 году из 627 человек трудоспособного возраста (от 15 до 64 лет) 446 были экономически активными, 181 — неактивными (показатель активности 71,1 %, в 1999 году — 68,4 %). Из 446 активных трудоспособных жителей работали 413 человек (243 мужчины и 170 женщин), 33 числились безработными (16 мужчин и 17 женщин). Среди 181 трудоспособных неактивных граждан 37 были учениками либо студентами, 74 — пенсионерами, а ещё 70 — были неактивны в силу других причин.

## Достопримечательности (фотогалерея)

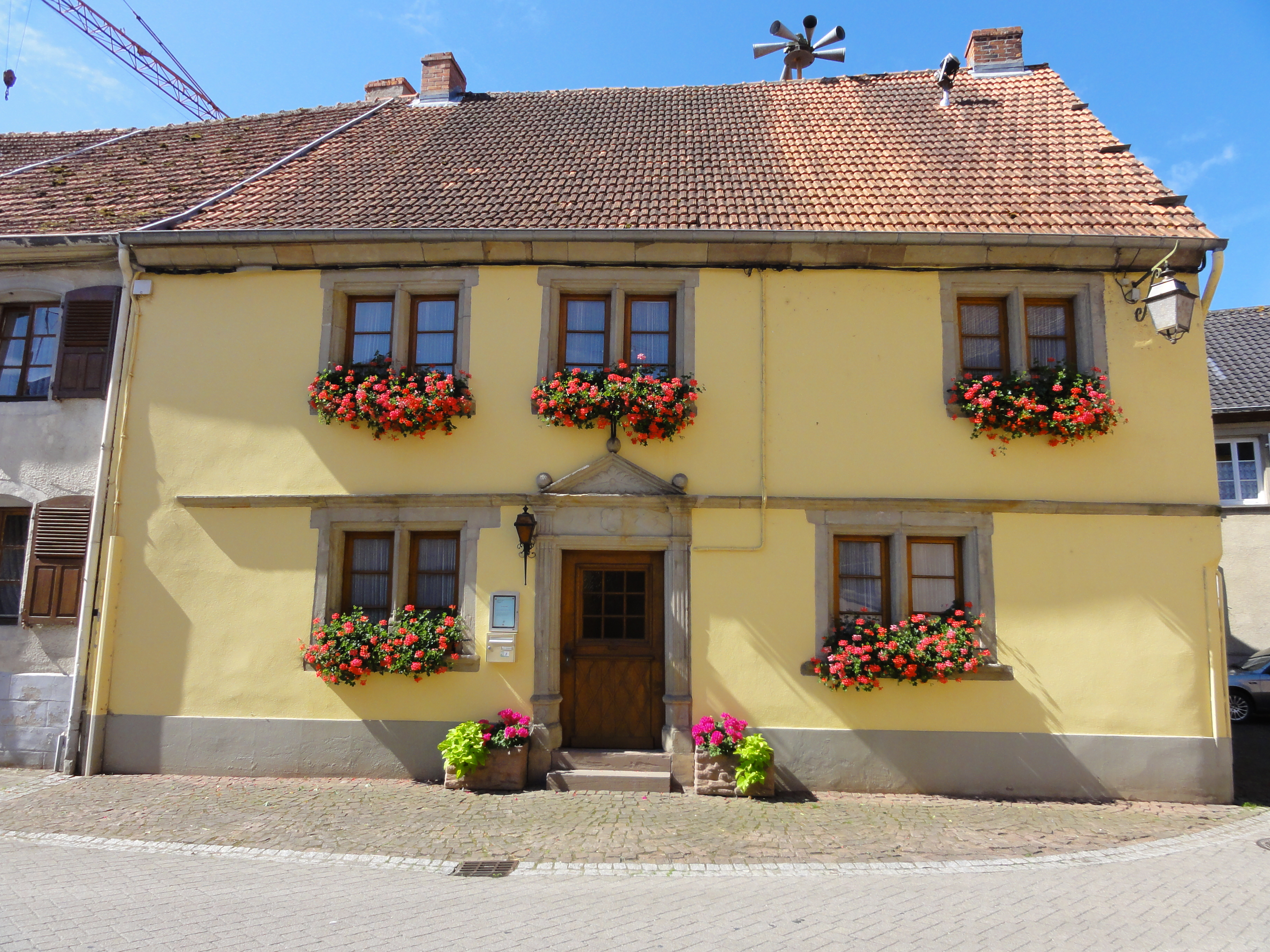
Здание мэрии (бывший дом приходского католического священника)
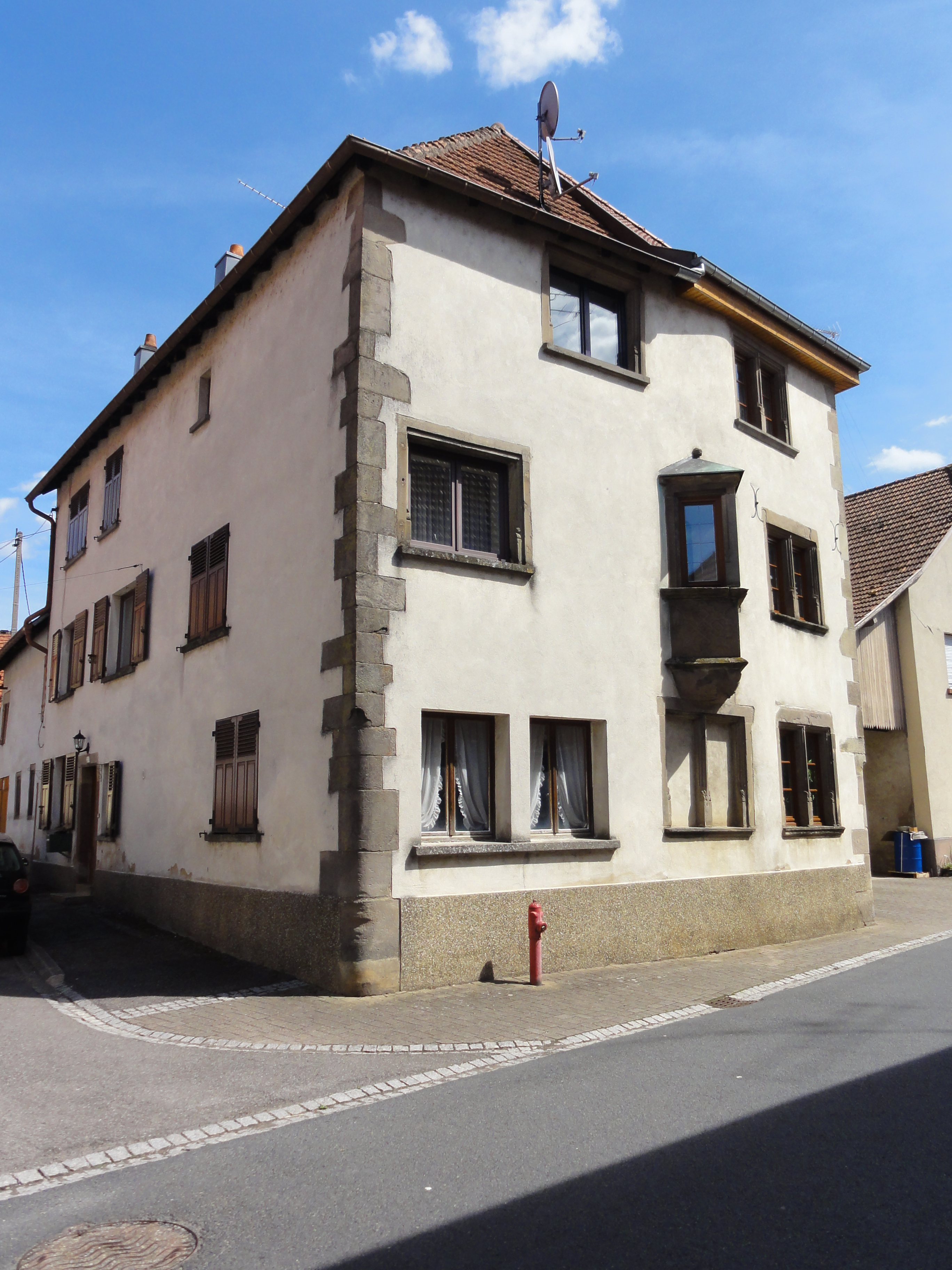
Старое здание
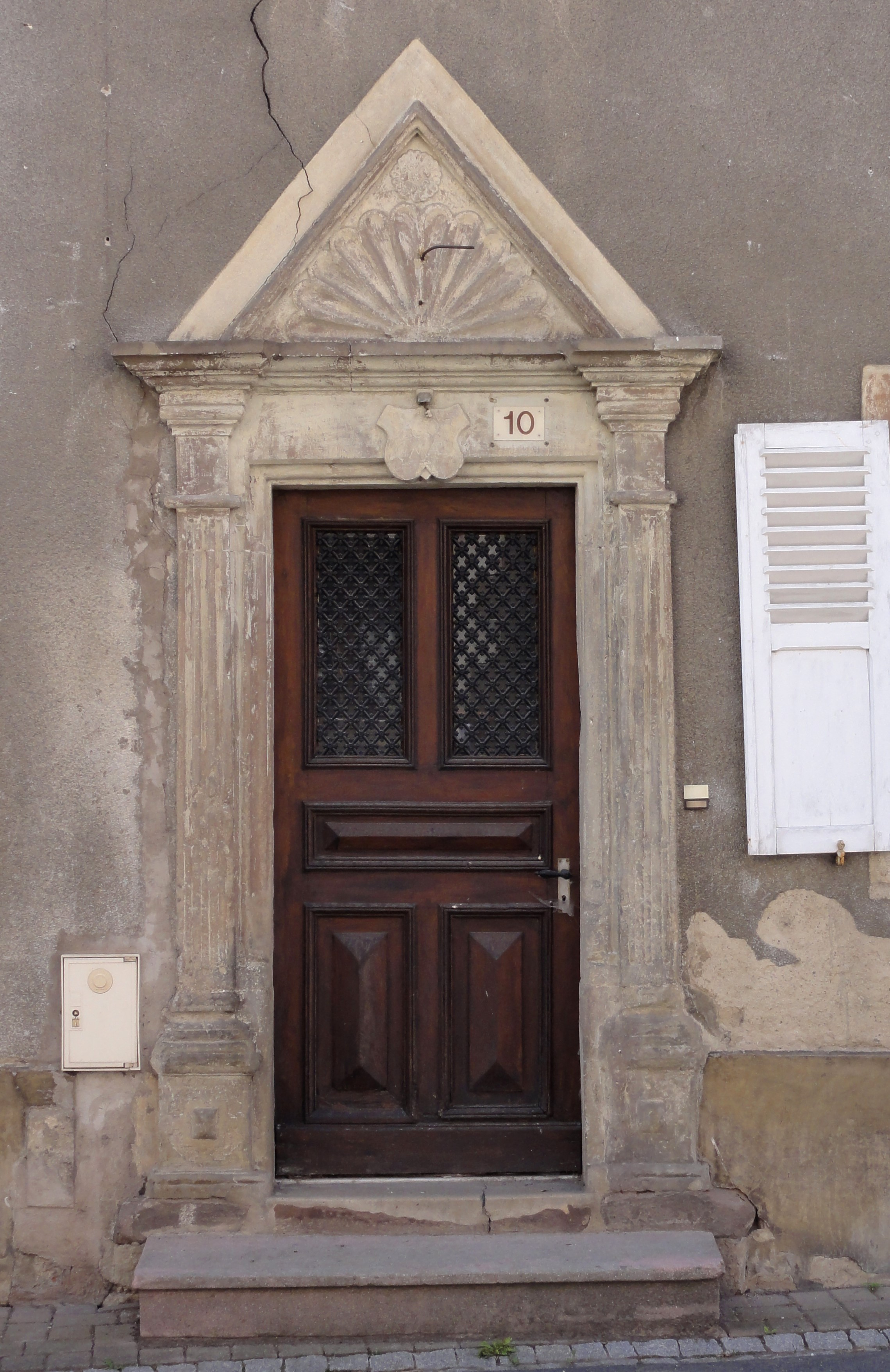
Портал
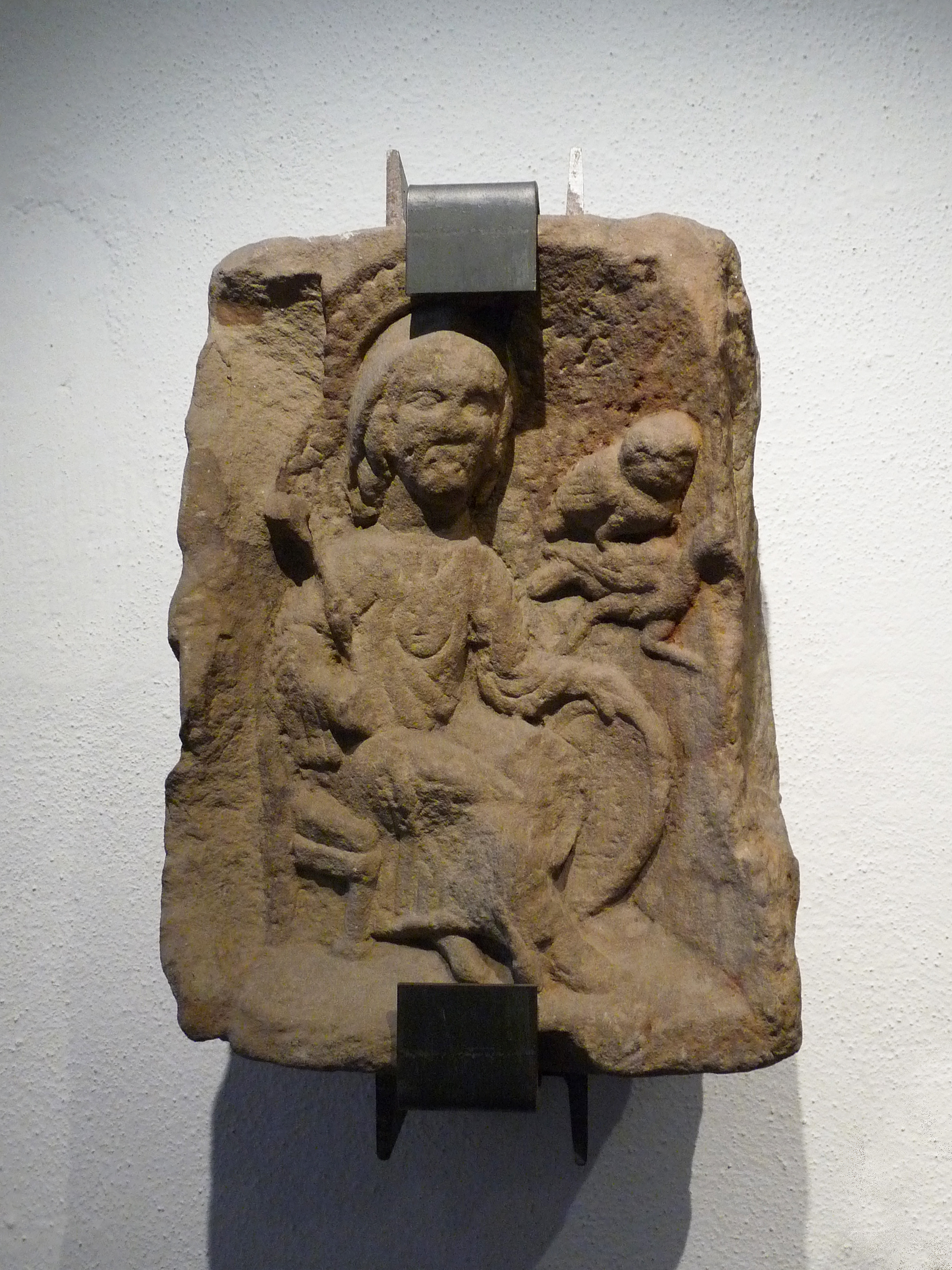
Минерва (археологический музей, Страсбург)
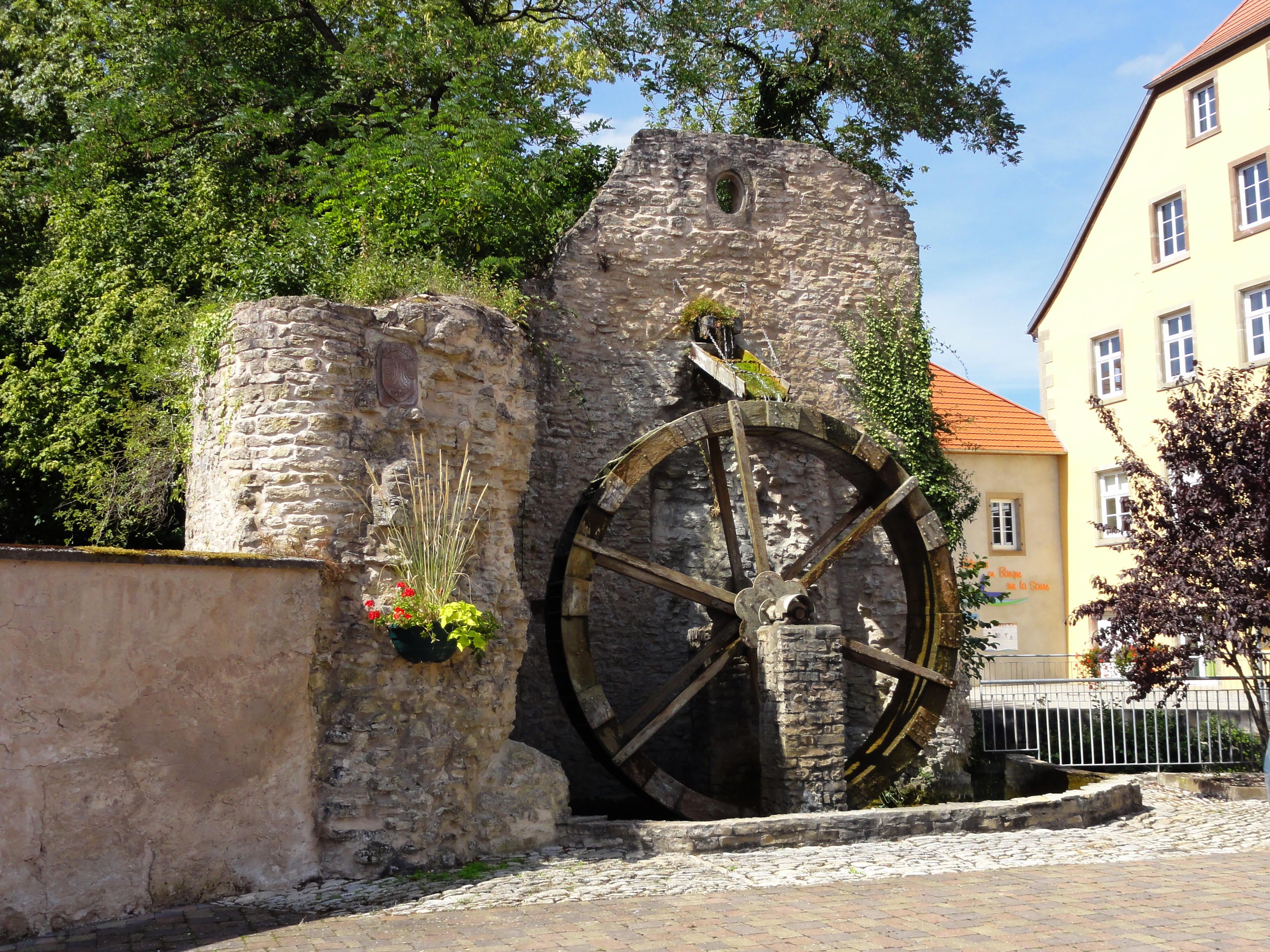
Руины мельницы
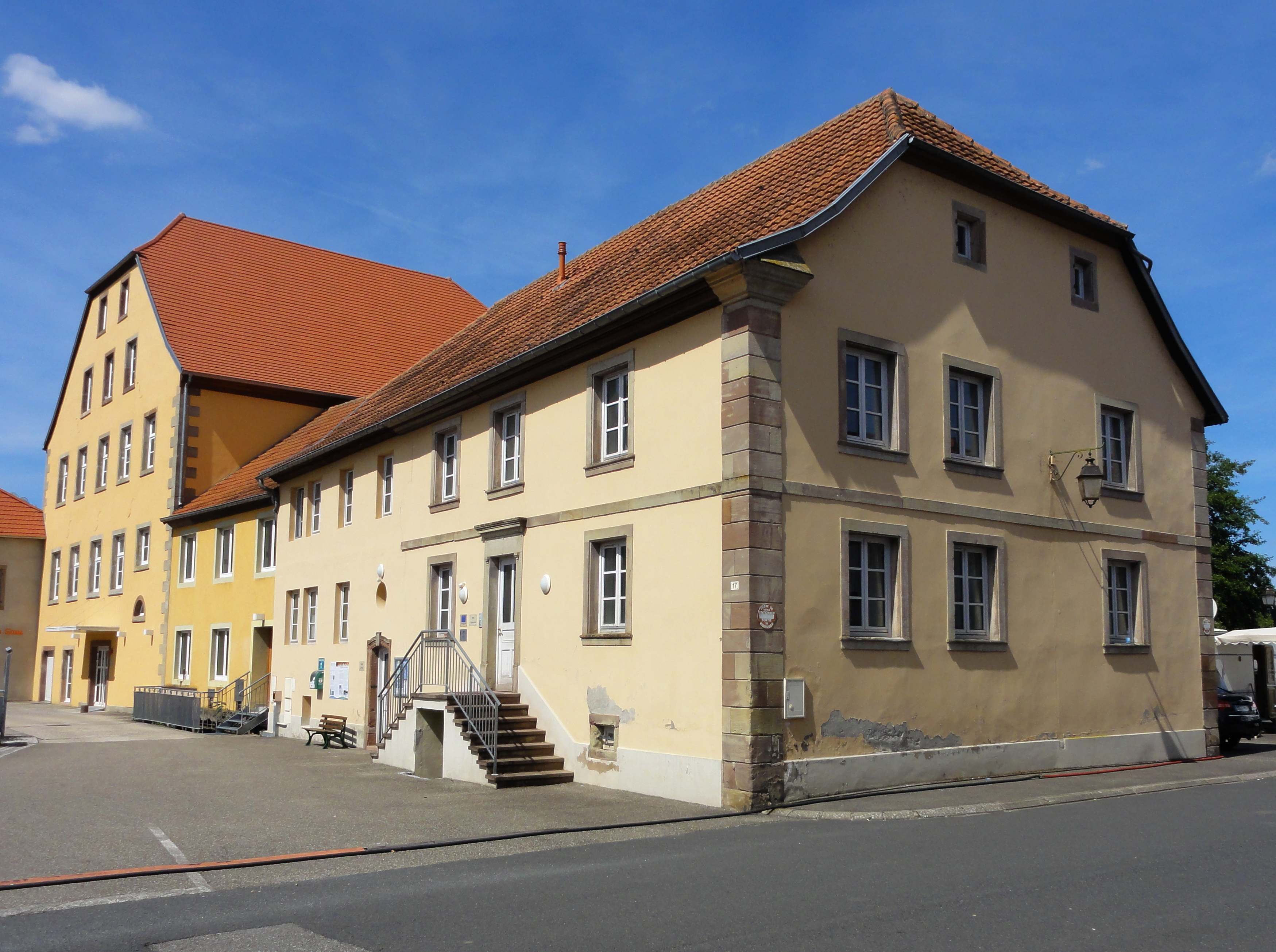
Старая мельница, в настоящее время зал торжеств
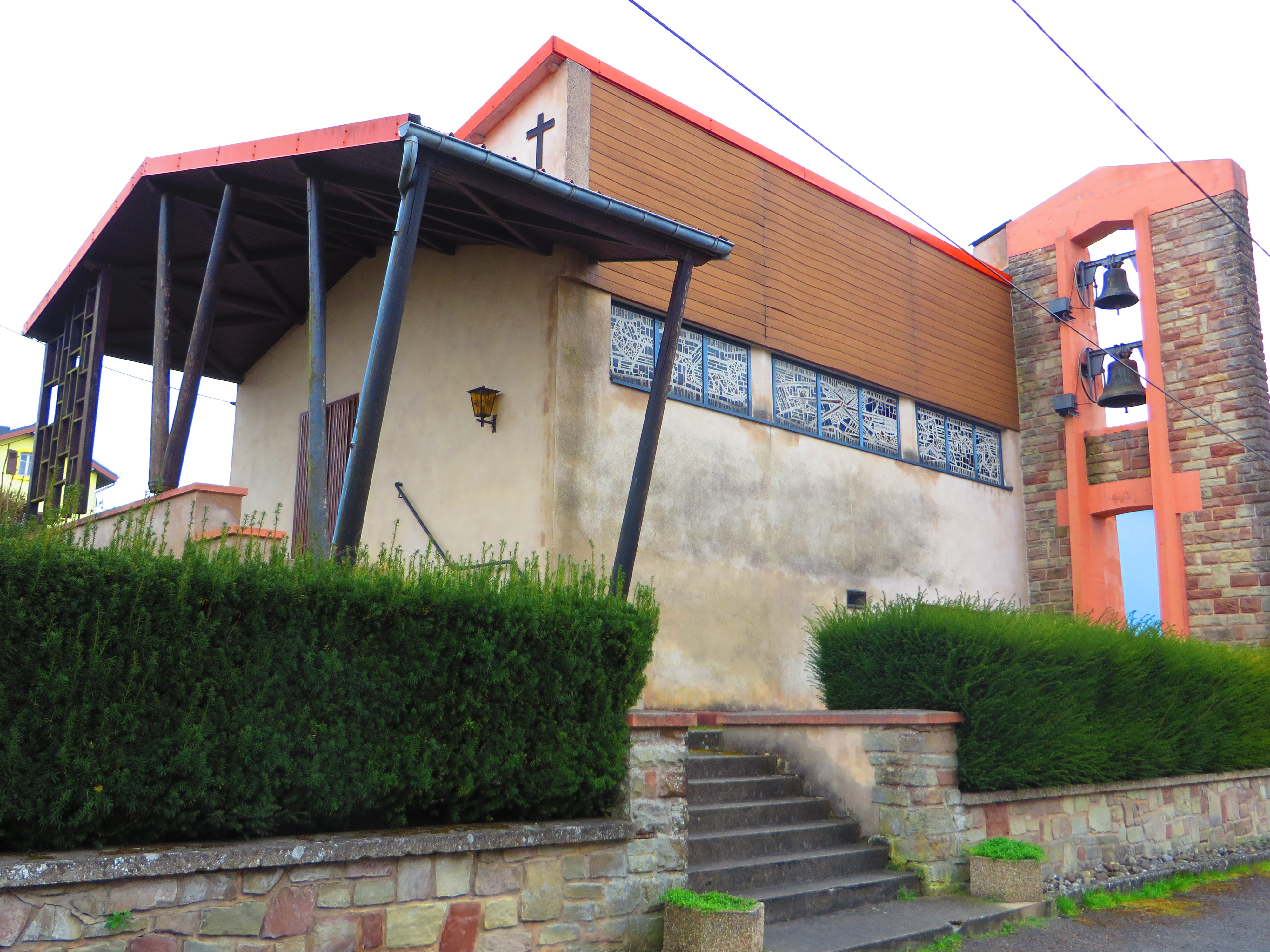
Храм
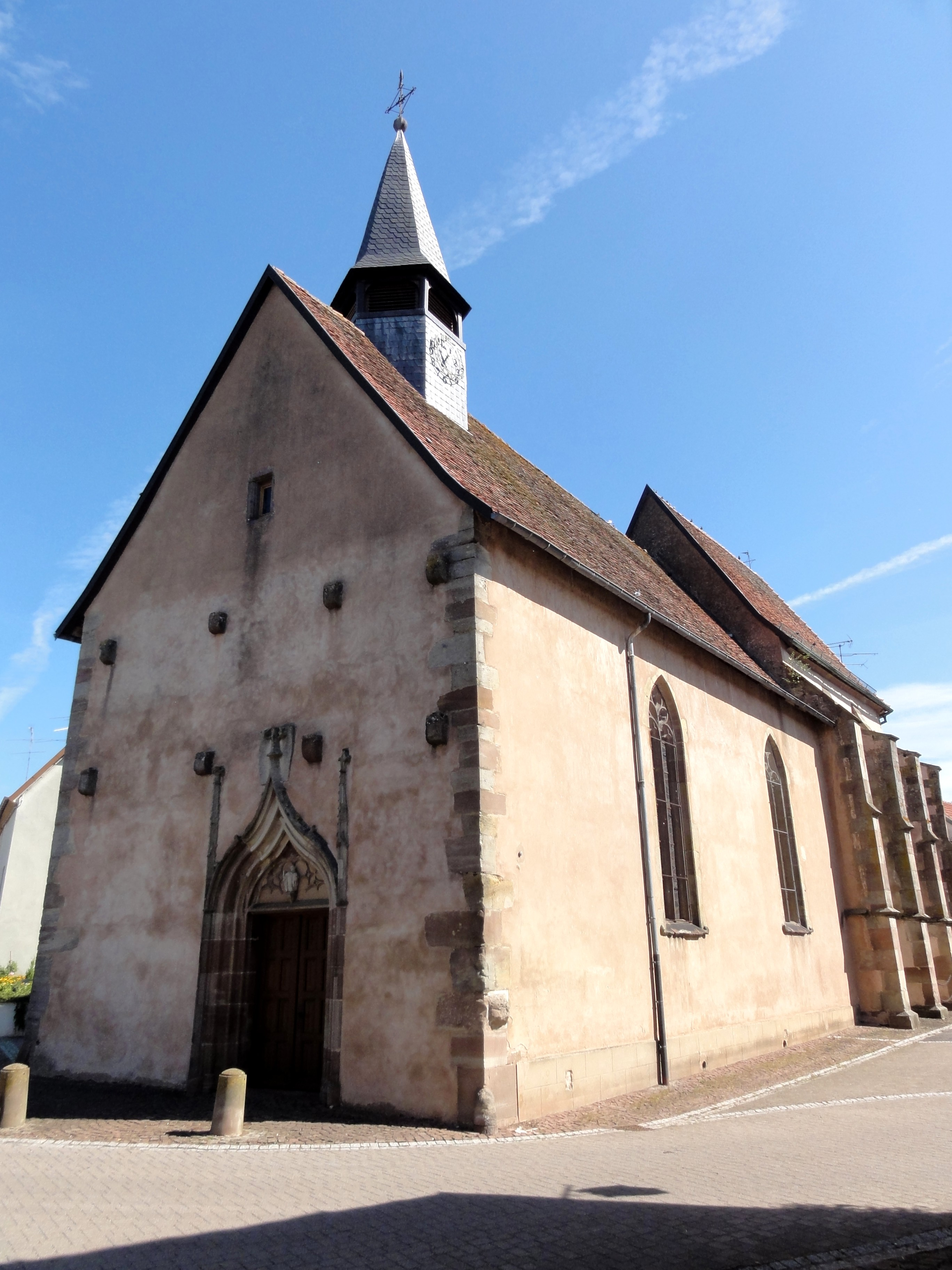
Церковь Святого Варфоломея (старая соборная церковь Сен-Блез)
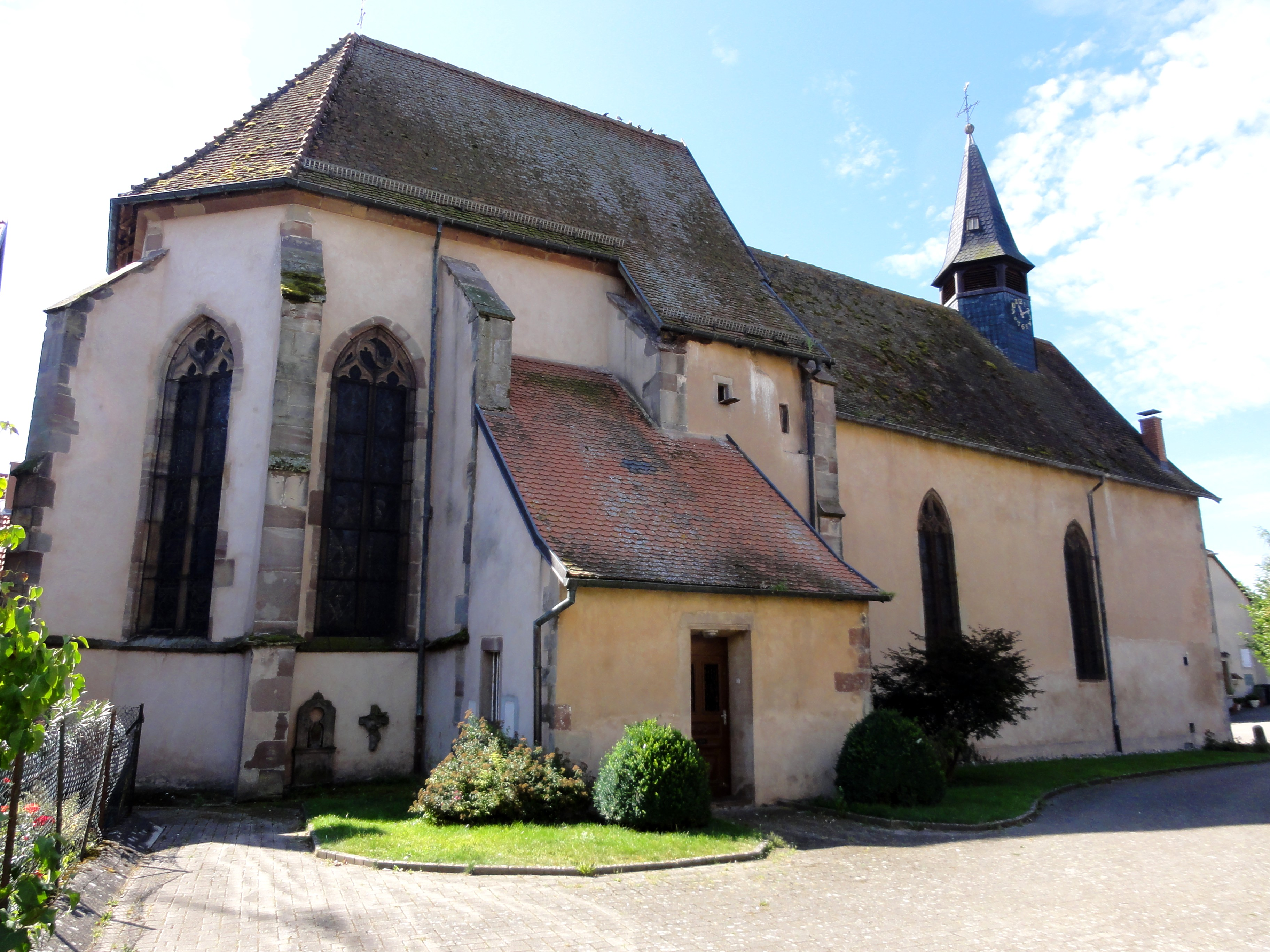
Церковь Святого Варфоломея (старая соборная церковь Сен-Блез)
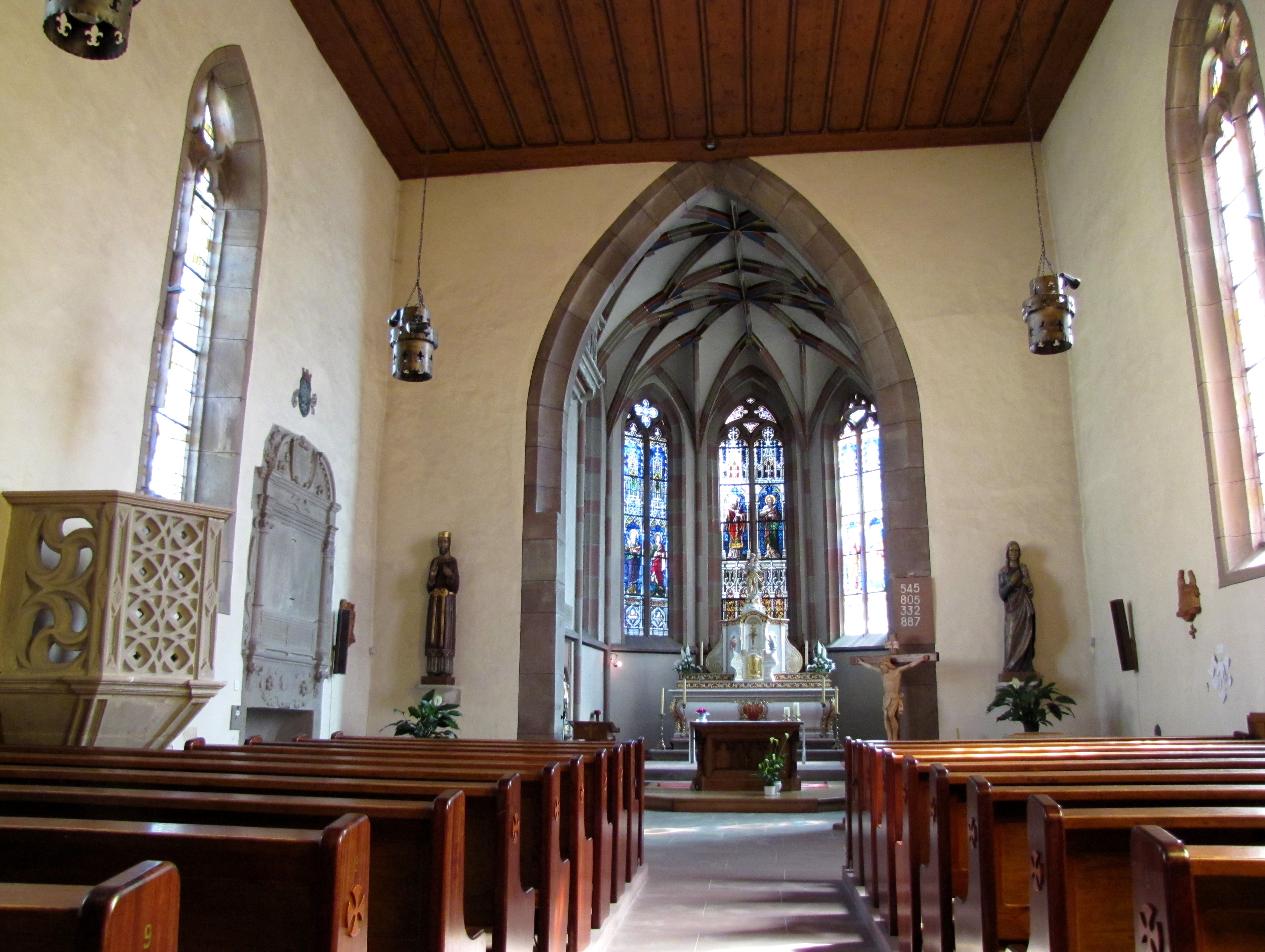
Интерьер церкви, вид на алтарь
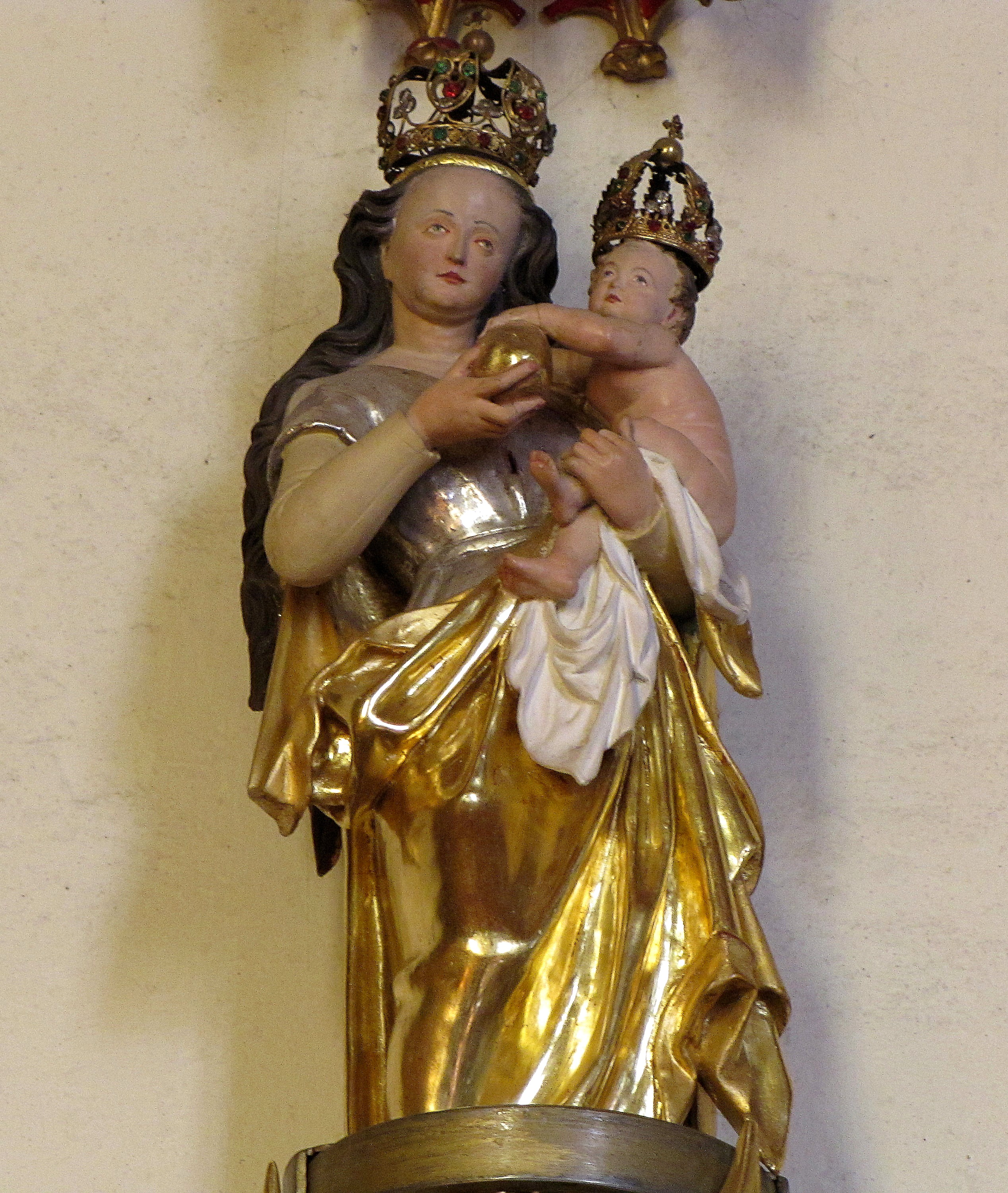
Статуя мадонны с младенцем
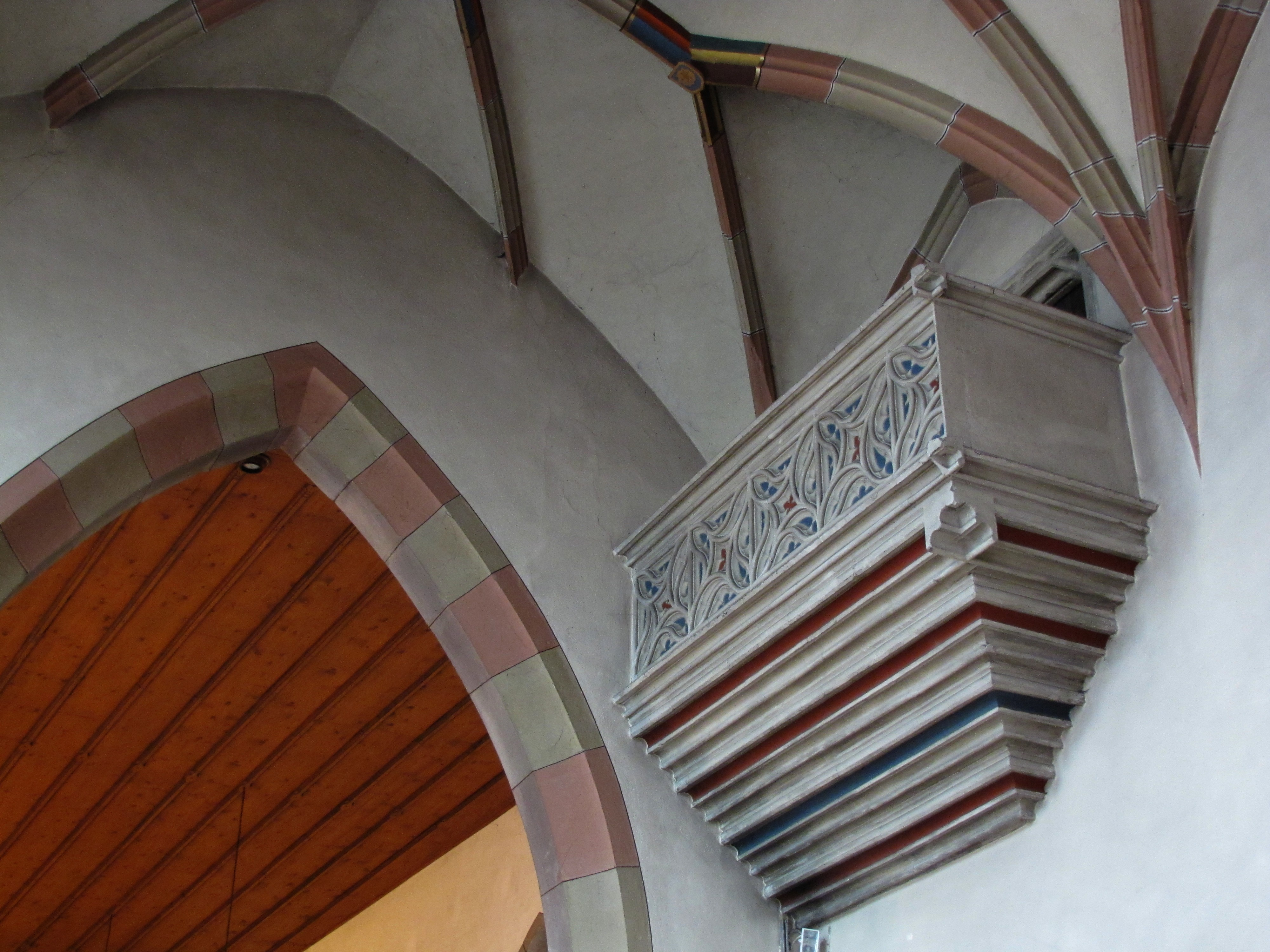
Балкон древних графов на хорах